# Marina Goldyreva
Marina Andrejevna Goldyreva (Russisch: Марина Андреевна Голдырева; geboortenaam: Рявкина; Rjavkina) (Pervomaiskoe, 19 juni 1993) is een Russisch basketbalspeelster die uitkomt voor het nationale team van Rusland. Ze werd Meester in de sport van Rusland.

## Carrière
Goldyreva begon haar carrière in 2012 bij Sparta&K Oblast Moskou Vidnoje. Met Sparta&K verloor ze twee keer de finale om de Beker van Rusland in 2015 en 2016. In 2016 ging Goldyreva spelen voor Dinamo Novosibirsk. Na één seizoen stapte ze over naar Jenisej Krasnojarsk. In 2020 keerde ze terug bij Dinamo Novosibirsk. In 2021 verhuisde ze naar Nika Syktyvkar. In 2021 speelde Goldyreva voor het nationale team van Rusland op het Europees kampioenschap basketbal vrouwen 2021. In 2022 stapte ze over naar MBA Moskou. In 2024 ging ze spelen voor Dinamo Koersk.

## Privé
Op 23 juni 2016 trouwde Marina met basketballer Gleb Goldyrev.

## Erelijst
- Bekerwinnaar Rusland:
  - Runner-up: 2015, 2016